# 초롱꽃속

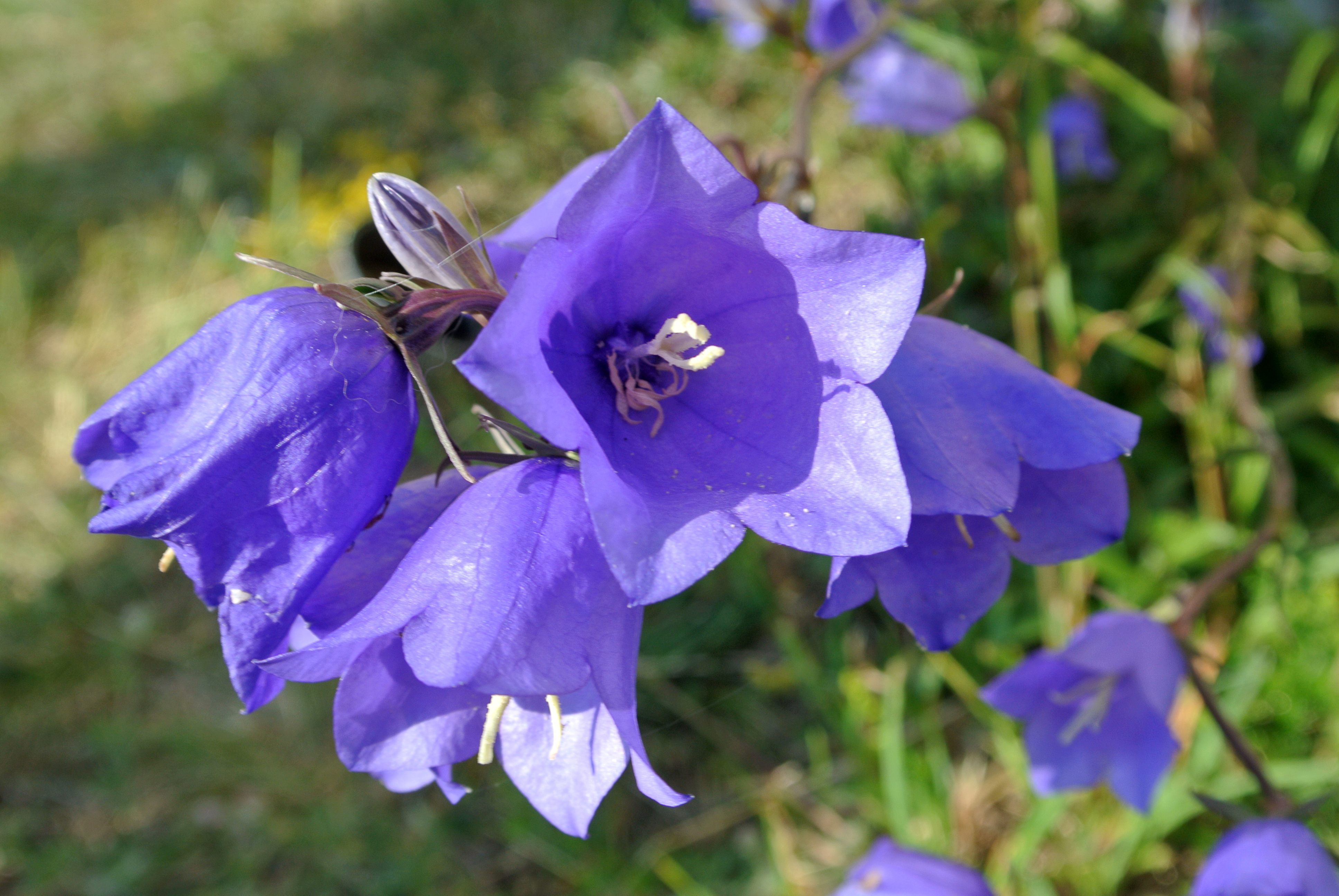

초롱꽃속(Campanula)은 초롱꽃과의 여러 속씨식물 속 (생물학)들 중 하나이다. 영어로 "캄파눌라"라고 하는 이 속은 종 모양의 꽃에서 이름붙여졌으며 라틴어로 작은 종을 의미한다.
500개가 넘는 종과 여러 아종이 있으며 북반구의 온난지대와 아열대 지대에 분포하며, 대다수가 지중해에서 동쪽으로 캅카스에 이르는 지역에 위치한다. 또, 아시아와 아프리카의 열대 지역 산맥으로도 분포되어 있다.
이 속에 속하는 종에는 한해살이 식물, 두해살이 식물, 여러해살이 식물이 포함된다.